# Бодији
Бодији (фр. Bodilis) је насељено место у Француској у региону Бретања, у департману Финистер.
По подацима из 2011. године у општини је живело 1563 становника, а густина насељености је износила 77,84 становника/km².

## Демографија
| 1962. | 1968. | 1975. | 1982. | 1990. | 2011. |
| ----- | ----- | ----- | ----- | ----- | ----- |
| 1.114 | 1.035 | 1.076 | 1.209 | 1.222 | 1.563 |